# Saint-Raphaël (Quebec)
Saint-Raphaël es un municipio canadiense situado en la provincia de Quebec.

## Superficie
Saint-Raphaël tiene una superficie de 121,69 km².

## Demografía
En 2021, tenía 2458 habitantes, una densidad poblacional de 20,2 hab./km², y 1237 viviendas.